# Spiritual Front
Spiritual Front — итальянский музыкальный коллектив из Рима, созданный в 1999 году Симоне Сальватори, выступающим под псевдонимом «Hellvis». Для музыки группы характерно широкое смешение различных стилей, жанров и музыкальных традиций. Сами музыканты Spiritual Front определяют свой жанр как «нигилистическая суицидальная поп-музыка».

## История
Spiritual Front возник в 1999 году как сольный проект итальянского музыканта и певца из Рима Симоне Сальватори. В том же году на лейбле Old Europa Cafe вышел первый релиз нового коллектива — получасовой альбом Songs for The Will, стиль которого балансировал между акустическим роком и неофолком с одной стороны и индустриальной музыкой с другой. В 2001 году вышел второй альбом, Nihilist Cocktails for Calypso Inferno, который разнообразил музыкальную составляющую коллектива, привнеся в неё звучание аккордеона, элементы вальса, трип-хопа и эмбиента. В период с 2002 по 2006 год Spiritual Front выпустили два сингла («Twin a Tin Tin Towers», «No Kisses on the Mouth»), один мини-альбом (Nihilist) и два совместных альбома (Satyriasis с Ordo Rosarius Equilibrio и Bedtime/Badtime с Naevus). Одновременно с этим, проект начал активные концертные выступления, для которых Симоне Сальватори собрал официальный музыкальный состав. Теперь под именем Spiritual Front также выступали: Стен Пури (пианино, синтезаторы), Джеки Пури (акустическая и электрогитара), Андреа Фреда (ударные, перкуссия). Помимо всего прочего, на крупных концертных сессиях вместе с группой выступало множество людей из оркестра Эннио Морриконе. Все это лишало звучание Spiritual Front минималисткой составляющей, свойственной ранним работам коллектива.
Для вышедшего в 2006 году нового, третьего по счету, альбома, Armageddon Gigolo’, было характерно эклектичное звучание, стоящее на стыке самых разных музыкальных стилей и жанров. Песни стали ярче и эмоциональнее, к ним добавились элементы танго и кабаре. К выходу в 2010 году четвёртого полноформатного альбома Rotten Roma Casino коллектив покинули Стен и Джеки Пури. Их сменили Джорджио Мария Кондеми (гитары, перкуссия) и Федерико Амороси (бас-гитара). В музыкальном плане Rotten Roma Casino продолжил экспериментальную традицию предыдущего релиза Spiritual Front, закрепив переход от индустриальной музыки к более ярким и живым формам и стилям. Альбом вышел двойным изданием и включал в себя также DVD-диск с музыкальными клипами, интервью и художественными декламациями на тексты Пазолини, Маяковского и Павезе. В течение 2013 года группой было выпущено сразу два альбома — Open Wounds и Black Hearts in Black Suits. Первый представляет собой двойной CD-сборник песен раннего периода Spiritual Front (1999 — 2004), а также неизданный ранее материал. Второй — концептуальный проект, посвященный немецкому кинорежиссёру и актёру Райнеру Фассбиндеру, и являющийся результатом совместной работы Spiritual Front и её бывшего музыканта Стена Пури.
В 2014 году группа также выпустила две новых работы — сингл «Vladimir Central» и мини-альбом Twin Horses, являющийся совместным релизом с американской певицей Лидией Ланч. В том же 2014 году группу покинули сразу два музыканта: гитарист Джорджио Мария Кондеми и басист Федерико Амороси. Одновременно с этим к Spiritual Front присоединился новый гитарист, — Ричард Галатам. В 2015 году вышел альбом-компилляция Easy Rhymes For Bastard Angels 2006—2015 с избранными хитами коллектива и тремя новыми композициями. Шестой студийный альбом группы, Amour Braque, вышел в 2018 году в стандартной и делюкс-версии. Последняя содержала два CD общей продолжительностью почти в два часа. В записи альбома участвовали приглашённый музыканты: Кинг Дьюд, Мэтт Хауден, Client и другие. Одновременно с выходом Amour Braque был переиздан Armageddon Gigolo’. В новое, двухдисковое, издание альбома вошёл час ранее неизданного студийного материала.

## Музыкальный стиль
Музыку группы Spiritual Front принято причислять к такому жанру как неофолк (некоторые характеризуют их стиль как «мафия-фолк» из-за итальянского происхождения музыкантов), что было, в особенности, свойственно ранним работам коллектива. Со временем стиль группы постоянно менялся. Начиная с альбомов Armageddon Gigolo’ и Rotten Roma Casino было очевидным влияние таких жанров как кабаре, танго, свинг и шансон. Песни коллектива, как правило, исполняются на английском языке (реже — на итальянском). Также обширен и диапазон тем, которые затрагиваются в лирике группы: от нигилизма, декадентства и религии до садомазохизма и сексуальных фетишей.

## Текущий состав
- Симоне Сальватори («Hellvis») — вокал, акустическая гитара
- Андреа Фреда — барабаны
- Ричард Галатам — электрогитара

## Дискография
| - 1999 — Songs for The Will - 2001 — Nihilist Cocktails for Calypso Inferno - 2006 — Armageddon Gigolo’ - 2010 — Rotten Roma Casino - 2013 — Open Wounds - 2013 — Black Hearts in Black Suits - 2018 — Amour Braque - 2002 — «Twin a Tin Tin Towers» - 2003 — «No Kisses on the Mouth» - 2014 — «Vladimir Central» | - 2003 — Nihilist - 2007 — Slave/Cruisin'/Ragged Bed - 2005 — Satyriasis (совместно с Ordo Rosarius Equilibrio) - 2005 — Bedtime/Badtime (совместно с Naevus) - 2014 — Twin Horses (совместно с Лидией Ланч) - 2006 — Angel of Ashes: a Tribute to Scott Walker - 2009 — Songs for a Child: A Tribute to Pier Paolo Pasolini - 2015 — Easy Rhymes For Bastard Angels 2006—2015 |

## Дополнительная информация
- Песня «The Gift of Life» прозвучала в фильме «Пила II». Так же, другая их песня, «Jesus Died in Las Vegas», вошла в саундтрек американского сериала «Лас-Вегас».

### Официальные
- Официальный сайт
- Spiritual Front на MySpace
- Spiritual Front на YouTube

### Другие
- Spiritual Front на Discogs